# Aleksei Petrov (halterofilista)
Aleksei Aleksandrovitch Petrov (em russo:  Алексей Александрович Петров, transl.: Aleksêi Aleksándrovitch Petrov; 8 de setembro de 1974, em Stalingrado, atual Volgogrado) é um atleta russo, campeão mundial e olímpico em halterofilismo.
Petrov fez sua estreia internacional no Campeonato Mundial Júnior de 1992, em Varna, onde conquistou o ouro na categoria até 82,5 kg, com um total de 357,5 kg. Após vencer o Campeonato Mundial Júnior de 1993, agora competindo na categoria meio-pesado até 91 kg, ele disputou pela primeira vez a categoria adulto no Campeonato Europeu de 1994, realizado em Sokolov. Com um novo recorde mundial de 412,5 kg no total, Petrov conquistou o ouro de forma convincente, superando o georgiano Akakios Kakiasvilis, com 400 kg, e o búlgaro Ivan Tchakarov, com 395 kg.
Com o mesmo total, ele também venceu o Campeonato Mundial de 1994, em Istambul, onde estabeleceu dois recordes mundiais: no arranque, com 186 kg, e no arremesso, com 228 kg. No entanto, devido à regra vigente de incremento de 2,5 kg, o total registrado oficialmente foi de 412,5 kg.
No Campeonato Mundial de 1995, em Cantão, Petrov alcançou 410 kg e ganhou a medalha de ouro, mas foi desclassificado após testar positivo para doping e banido permanentemente. Contudo, em junho do ano seguinte, a Suprema Corte de Moscou considerou sua ex-namorada culpada de administrar secretamente esteroides anabolizantes a ele, por ciúmes. Em consequência, a IWF perdoou Petrov e permitiu sua participação nas Olimpíadas de Atlanta.
Nos Jogos Olímpicos de 1996, em Atlanta, Petrov era o claro favorito ao título, especialmente após Akakios Kakiasvilis mudar para a divisão dos sub-pesados, de 99 kg. Com um total de 402,5 kg e um recorde mundial no arranque, com 187,5 kg, Petrov conquistou o ouro olímpico, superando o grego Leonidas Kokas e o alemão Oliver Caruso, que atingiram 390 kg cada.
Após uma pausa de três anos nas competições, Petrov tentou novamente conquistar o título na categoria até 94 kg no Campeonato Mundial de 1999, em Atenas, mas terminou apenas em quinto lugar, com 395 kg. Ele também ficou em quinto no Campeonato Europeu de 2000, em Sófia, com 390 kg. Seu desempenho nos Jogos Olímpicos de 2000, em Sydney, foi surpreendente: conquistou o terceiro lugar com 402,5 kg, atrás de Kakiasvilis e Szymon Kołecki.
Em 2002, Petrov venceu novamente o Campeonato Europeu, alcançando 400 kg e superando Milen Dobrev, que levantou 397,5 kg.
O último torneio internacional de Petrov foi o Campeonato Mundial de 2003, em Vancouver. Ele ganhou a medalha de prata no arranque, com 185 kg, mas falhou três vezes no arremesso: duas com 220 kg e uma tentativa aumentada para 222,5 kg.
QUADRO DE RESULTADOS
| Ano                       | Lugar                     | Categoria       | Marca (kg) / pos. | Marca (kg) / pos. | Marca (kg) / pos. | Ref.            |
| Ano                       | Lugar                     | Categoria       | Arranque          | Arremesso         | Total             | Ref.            |
| Jogos Olímpicos           | Jogos Olímpicos           | Jogos Olímpicos | Jogos Olímpicos   | Jogos Olímpicos   | Jogos Olímpicos   | Jogos Olímpicos |
| ------------------------- | ------------------------- | --------------- | ----------------- | ----------------- | ----------------- | --------------- |
| 1996                      | Atlanta, Estados Unidos   | –91 kg          | 187,5             | 215               | 402,5 /           | [ 2 ]           |
| 2000                      | Sydney, Austrália         | –94 kg          | 180               | 222,5             | 402,5 /           | [ 2 ]           |
| Campeonato Mundial        |                           |                 |                   |                   |                   |                 |
| 1994                      | Istambul, Turquia         | –91 kg          | 186 /             | 228 /             | 412,5 /           | [ 2 ] [ 9 ]     |
| 1995                      | Cantão, China             | –91 kg          | 185 / DSQ         | 225 / DSQ         | 410 / DSQ         | [ 2 ]           |
| 1999                      | Atenas, Grécia            | –94 kg          | 175 / 12          | 220 / 5           | 395 / 5           | [ 2 ]           |
| 2003                      | Vancouver, Canadá         | –94 kg          | 185 /             | Sem marca         | ---               | [ 2 ] [ 9 ]     |
| Campeonato Europeu        |                           |                 |                   |                   |                   |                 |
| 1994                      | Sokolov, República Tcheca | –91 kg          | 185 /             | 227,5 /           | 412,5 /           | [ 2 ] [ 9 ]     |
| 2000                      | Sófia, Bulgária           | –94 kg          | 175 / 5           | 215 / 5           | 390 / 5           | [ 2 ]           |
| 2002                      | Antália, Turquia          | –94 kg          | 185 /             | 215 / 5           | 400 /             | [ 2 ] [ 9 ]     |
| Campeonato Mundial Júnior |                           |                 |                   |                   |                   |                 |
| 1992                      | Bulgária, Bulgária        | –82,5 kg        | 162,5 /           | 195 /             | 357,5 /           | [ 2 ]           |
| 1993                      | Cheb, República Tcheca    | –91 kg          | 180 /             | 220 /             | 400 /             | [ 2 ]           |
| 1994                      | Jacarta, Indonésia        | –91 kg          | 175 /             | 210 /             | 385 /             | [ 2 ]           |
| Campeonato Europeu Júnior |                           |                 |                   |                   |                   |                 |
| 1992                      | Cardiff, Reino Unido      | –100 kg         | 165 /             | 205 /             | 370 /             | [ 2 ]           |